# Magana velox
Genre
Espèce
Magana velox, unique représentant du genre Magana, est une espèce d'araignées aranéomorphes de la famille des Pholcidae.

## Distribution
Cette espèce est endémique d'Oman,. Elle se rencontre dans l'Ach-Charqiya du Sud.

## Description
Le mâle holotype mesure 0,97 mm.

## Étymologie
Ce genre est nommé en référence à Magan.

## Publication originale
- Huber & Carvalho, 2019 : Filling the gaps: descriptions of unnamed species included in the latest molecular phylogeny of Pholcidae (Araneae). Zootaxa, no 4546(1), p. 1-96.